# Franca (Unternehmen)
Die Franca AG (Eigenschreibweise: FRANCA) ist eine Beteiligungsgesellschaft mit Sitz in Köln. Sie ist zugleich die Konzernmutter des Franca-Konzerns, eines inhabergeführten Mischkonzerns mit Aktivitäten in den Bereichen Kraftfahrzeughandel, Mineralölhandel sowie Sanitär- und Heizungstechnik.

## Beteiligungen

### Kraftfahrzeughandel
Die La Linea Franca Kraftfahrzeughandelsges. mbH mit Sitz in Köln betreibt mehrere Autohäuser im Rheinland sowie im Saarland. Sie vertreibt PKW der Marken Volvo, Jaguar, Land Rover, Ford und Polestar sowie Nutzfahrzeuge der Marke Ford Nutzfahrzeuge und bietet damit zusammenhängende Leistungen wie Kfz-Reparaturen und Versicherungsvermittlung an.

### Mineralölhandel
Die Steingass Mineralöle GmbH mit Sitz in Leverkusen vertreibt Mineralölprodukte wie Heizöl, Benzin, Diesel und Schmierstoffe. Als Teil des Avia-Verbunds betreibt sie zudem rund 10 Tankstellen im Rheinland.

### Sanitär- und Heizungstechnik
Die Schlinghoff-Steffen GmbH ist ein Unternehmen der Sanitär- und Heizungsbaubranche mit Sitz in Leverkusen.